# Bolesław Matusz
Bolesław Matusz (ur. 13 lipca 1932 w Żmigrodzie Nowym, zm. 30 grudnia 2022 w Piasecznie) – generał brygady WP.

## Służba w wojsku
Absolwent Liceum Ogólnokształcącego w Brzozowie z 1950. Od listopada 1952 marynarz 3 Batalionu Piechoty Morskiej w Dziwnowie. 1953–1956 w Oficerskiej Szkole Wojsk Pancernych i Zmechanizowanych im. Stefana Czarnieckiego w Poznaniu, którą ukończył ze stopniem podporucznika. Dowódca plutonu czołgów w 37 Batalionie Czołgów i Artylerii Pancernej w Nysie, 1961–1964 dowódca kompanii czołgów w 33 Pułku Zmechanizowanym w Nysie. 1964–1967 studiował w Akademii Sztabu Generalnego w Warszawie, potem był zastępcą dowódcy 10 pułku czołgów ds. liniowych w Opolu. 1968-1969 szef sztabu - zastępca dowódcy 13 Pułku Czołgów w Opolu w stopniu majora, a 1969–1974 podpułkownik i dowódca 10 Pułku Czołgów w Opolu, który był wielokrotnie wyróżniany, a w 1973 został uznany za „Najlepszy Pułk 30-lecia Wojska Polskiego”. Od 1974 zastępca dowódcy 10 Dywizji Pancernej ds. liniowych w Opolu. 1974–1976 studiował w Akademii Sztabu Generalnego Sił Zbrojnych ZSRR im. K. Woroszyłowa w Moskwie, potem został dowódcą 11 Dywizji Pancernej im. Jana Sobieskiego w Żaganiu. Dywizja ta 5 razy zdobyła tytuł „Przodującego Związku Taktycznego WP”. W okresie dowodzenia dywizją kierował wieloma ćwiczeniami operacyjnymi i taktycznymi. W październiku 1979 mianowany generałem brygady; nominację wręczył mu w Belwederze przewodniczący Rady Państwa PRL prof. Henryk Jabłoński w obecności I sekretarza KC PZPR Edwarda Gierka. Od stycznia 1984 zastępca dowódcy Warszawskiego Okręgu Wojskowego ds. liniowych, a od października 1984 szef sztabu i zastępca dowódcy tego okręgu. Od kwietnia 1987 komendant Centrum Doskonalenia Oficerów WP w Rembertowie. Od stycznia 1990 I zastępca szefa Głównego Zarządu Szkolenia Bojowego WP ds. operacyjnych, potem szef Inspekcji Sił Zbrojnych, a od kwietnia 1992 czasowo pełnił obowiązki szefa Głównego Zarządu Szkolenia Bojowego (rozwiązał tę instytucję). W lutym 1993 pożegnany przez ministra obrony narodowej Janusza Onyszkiewicza i w kwietniu 1993 przeniesiony w stan spoczynku.

## Awanse[4]
- podporucznik - 1956
- porucznik - 1959
- kapitan - 1963
- major - 1968
- podpułkownik - 1970
- pułkownik - 1974
- generał brygady - 1979

## Wykształcenie wojskowe
- Oficerska Szkoła Wojsk Pancernych i Zmechanizowanych im. Stefana Czarnieckiego w Poznaniu (1956)
- Akademia Sztabu Generalnego im. gen. K. Świerczewskiego w Warszawie (1967)
- Akademia Sztabu Generalnego Sił Zbrojnych ZSRR im. K. Woroszyłowa w Moskwie (1976)

## Odznaczenia
- Krzyż Komandorski Orderu Odrodzenia Polski (1992)
- Krzyż Oficerski Orderu Odrodzenia Polski (1980)
- Krzyż Kawalerski Orderu Odrodzenia Polski (1973)
- Medal Komisji Edukacji Narodowej
- Złoty Medal „Siły Zbrojne w Służbie Ojczyzny”
- Złoty Medal „Za zasługi dla obronności kraju”
- Medal "Za Umacnianie Przyjaźni Sił Zbrojnych" III stopnia (ČSSR, 1972)[5]
- Pamiątkowy medal miasta Sanoka (1987)[6]

I wiele innych.